# Colostygia nigricata
Colostygia nigricata là một loài bướm đêm trong họ Geometridae.